# Rino Della Negra
Rino Della Negra, ps. Chattel (ur. w 1923 w Vimy, zm. 21 lutego 1944 w Suresnes) – Włoch, uczestnik francuskiego ruchu oporu walczący w paryskiej jednostce FTP-MOI.

## Młodość
Urodził się w północnej Francji w rodzinie włoskich górników, od trzeciego roku życia mieszkał w Argenteuil pod Paryżem, zaś jako czternastolatek rozpoczął pracę w fabryce Chaussona w Asnières-sur-Seine. Był utalentowanym futbolistą, poza pracą grał w paryskim klubie Red Star 93. 

## Ruch oporu
W 1942, otrzymawszy nakaz stawienia się do pracy przymusowej, uciekł z Argenteuil i przystąpił do 3 oddziału włoskiego tworzonego w ramach Wolnych Strzelców i Partyzantów (FTP), a następnie znalazł się w grupie Manukiana. 7 czerwca 1943 uczestniczył w udanym zamachu na generała von Apta, trzy dni później w ataku na siedzibę partii faszystowskiej na ulicy Sédillot, zaś 23 czerwca w ataku na koszary w Rueil-Malmaison. 
12 listopada 1943 razem z Robertem Witchitzem dokonał nieudanego ataku na niemiecki konwój na ulicy La Fayette. Obaj, ranni, zostali zatrzymani przez hitlerówców i po pobycie w więzieniu we Fresnes dołączeni do schwytanych w listopadzie pozostałych członków grupy Manukiana. Della Negra został skazany na śmierć i rozstrzelany w forcie Mont Valérien.